# Losa del Obispo
Losa del Obispo település Spanyolországban, Valencia tartományban. Losa del Obispo Loriguilla, Chulilla, Villar del Arzobispo és Domeño községekkel határos. Lakosainak száma 523 fő (2024).

## Népesség
A település népessége az utóbbi években az alábbiak szerint változott:
| Lakosok száma | 434  | 478  | 523  | 557  | 574  | 510  | 510  | 507  | 527  | 523  |
|               | 2001 | 2004 | 2007 | 2009 | 2012 | 2014 | 2017 | 2019 | 2022 | 2024 |